# Бан-Поле
Бан-Поле (серб. лат. Ban Polje, серб. кир. Бан Поље) — село в общине Вишеград Республики Сербской Боснии и Герцеговины. Население составляет 178 человек по переписи 2013 года.

## Население
Изменение численности населения по национальностям: